# 米琳娜·德蒙若
米琳娜·德蒙若 (原名玛丽-埃莱娜·德蒙若，1935年9月29日—2022年12月1日)，法国电影、电视及剧院演员，亦是一名作家，职业生涯跨越70余年，拥有过百部影视作品，她在影片中使用的语言包括法语、意大利语、英语及日语等 。
德蒙若凭借2004年的《警界争雄》及2006年的《French California》，两度获得凯撒电影奖最佳配角提名。她于2007年获得法兰西共和国授予的艺术与文学司令勋章，其后又在2017年获得第五等法国荣誉军团勋章，由动物行为学家及神经内科医生鲍里斯·西吕尔尼克颁发 。

## 早年经历
德蒙若于1935年9月出生于滨海阿尔卑斯省的尼斯，是家中唯一的孩子，父亲是一名高级政府官员。德蒙若的父母也是演员，二人于中国上海相识。德蒙若另有一名同父异母的哥哥，于1923年12月17日生于哈尔滨。
德蒙若和同时代其他众多欧洲艺人都曾在巴黎接受训练，艺人让-皮埃尔·卡塞尔、克勞德·貝黎和盖伊·巴多斯都是她的同窗 。由于德蒙若最开始的梦想是做一名职业钢琴家，故其训练项目为古典乐钢琴演奏，

## 职业生涯

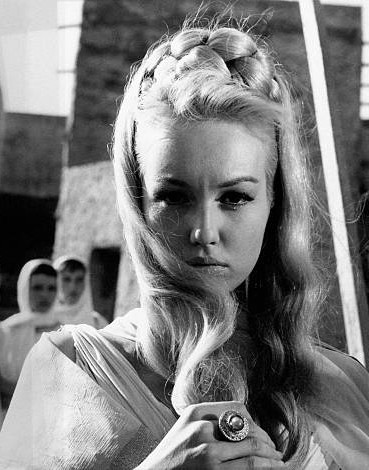
电影《Romulus and the Sabines》中的德蒙若，1961年

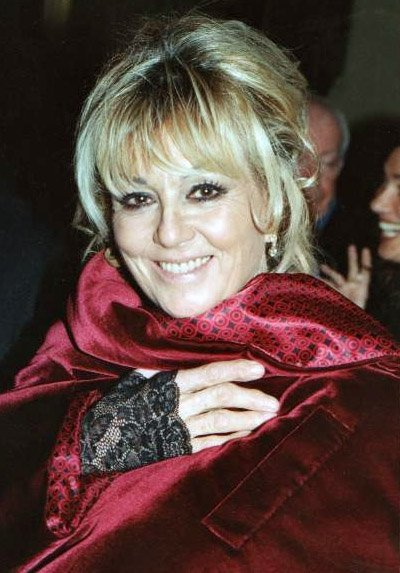
2005年凯撒电影奖颁奖典礼上的德蒙若

德蒙若于21岁时出道，在电影《萨勒姆女巫事件》中饰演艾比蓋兒·威廉斯，凭借该片获得英国电影学院奖最佳新人奖提名，其后又在卡罗维发利国际电影节上被评为最佳女演员。其他知名角色包括《你好，忧愁》（由奥托·普雷明格执导）中的埃尔莎以及《Les Trois Mousquetaires》中的米莱狄。
德蒙若被称为“电影院里的老戏骨”，是1950年代与1960年代的性感象征之一，为避免角色模式化，她努力尝试各种电影类型，包括惊悚片、西部片、喜剧、侠盗片、历史片甚至是刀剑与凉鞋片（20世纪初的一种电影类型），出演过1961年的《Romulus and the Sabines》和1963年的《金海屠龙》。
德蒙若共出演过两部三部曲，分别为1960年代的《方托马斯》三部曲（《方托马斯》、《方托马斯的反击》和《方托马斯大战苏格兰场》，根据方托马斯三部曲改编而成的邪典电影）和21世纪法比安·昂特尼安特导演的《露营》三部曲。
德蒙若在英国出演过多部喜剧，包括1956年的《美好世界》及1959年的《楼上春光》。2013年9月至2014年6月期间，她在RTL电台的一档由菲力浦·博瓦德主持的广播节目中担任专栏作家。
2022年，德蒙若搭档傑哈·德巴狄厄出演《养老院》(Maison de retraite)，该片上映后成为当年法国票房最高的电影之一。

## 个人生活
德蒙若于1968年与导演马克·西默农结婚，1999年西默农去世。德蒙若的家位于马耶讷省的一个村庄，住所周围有很多动物。
德蒙若曾经遭受金融诈骗，她的客户经理从她的账户中取走了200万欧元，利用这些钱向包括伊莎贝尔·阿佳妮、亚历山大·阿卡迪、沙米·納西利等著名人物提供诈骗性贷款。该案于2012年6月公开审理，最终两家银行被判有罪。后来德蒙若在其2019年出版的一部书中披露了诉讼程序的细节。
2022年12月1日，德蒙若因原发性腹膜癌去世，享年87岁。她生前一直备受欢迎，爱丽舍宫在她去世后公开向她致敬，法国总理埃马纽埃尔·马克龙在致辞时称她生前通过“各种类型的电影给法国人带来了各种不同的感动”。